# Hamza Demane
Hamza Demane (en arabe : حمزة دمان) est un footballeur algérien né le 23 février 1989 à Khenchela. Il évolue au poste d'avant centre au NC Magra.

## Biographie
Hamza Demane évolue en première division algérienne avec les clubs du MC Oran, du DRB Tadjenanet et de l'AS Aïn M'lila. Il dispute 112 matchs en inscrivant 16 buts.